# 세교고등학교
세교고등학교(細橋高等學校)는 대한민국 경기도 오산시 금암동에 있는 공립 고등학교이다.

## 학교 연혁
- 2012년 1월 12일 : 세교고등학교 설립인가(30학급)
- 2012년 3월 1일 : 초대 이상기 교장 취임
- 2012년 3월 5일 : 제1회 1학년 391명 입학
- 2015년 2월 12일 : 제1회 졸업식 (345명)
- 2019년 3월 4일 : 제8회 1학년 311명 입학
- 2020년 3월 1일 : 교육부지정 AI 융합 교육과정 중심학교 지정(운영기간 2021년 3월 ~ 2024년 2월)
- 2023년 1월 4일 : 제9회 졸업식(314명) (누계 3,097명)
- 2023년 3월 1일 : 제5대 어윤열 교장 취임
- 2023년 3월 2일 : 제12회 1학년 331명 입학

## 참고 자료
- 세교고등학교 - 한국교육학술정보원 학교알리미